# Grote grasmineermot
De grote grasmineermot (Elachista atricomella) is een vlinder uit de familie grasmineermotten (Elachistidae). De wetenschappelijke naam is voor het eerst geldig gepubliceerd in 1849 door Stainton.
De soort komt voor in Europa.